# Campionato asiatico e oceaniano femminile under 19 di pallavolo
Il campionato asiatico e oceaniano femminile under 19 di pallavolo è una competizione pallavolistica, organizzata dall'AVC, per squadre nazionali asiatiche e oceaniane, riservata a giocatrici con un'età inferiore di 19 anni.

## Edizioni
| Edizione | Edizione      |  | Podio                                         | Podio                                         | Podio                                         |
| Anno     | Organizzatore |  | Campione                                      | Seconda                                       | Terza                                         |
| -------- | ------------- |  | --------------------------------------------- | --------------------------------------------- | --------------------------------------------- |
| 1980     | Corea del Sud |  | Corea del Sud                                 | Giappone                                      | India                                         |
| 1984     | Australia     |  | Giappone                                      | Cina                                          | Corea del Sud                                 |
| 1986     | Thailandia    |  | Giappone                                      | Cina                                          | Corea del Sud                                 |
| 1988     | Indonesia     |  | Giappone                                      | Cina                                          | Corea del Sud                                 |
| [1990    | Thailandia    |  | Giappone                                      | Corea del Sud                                 | Cina                                          |
| [1992    | Malaysia      |  | Cina                                          | Corea del Sud                                 | Taipei cinese                                 |
| 1994     | Filippine     |  | Cina                                          | Giappone                                      | Corea del Sud                                 |
| 1996     | Thailandia    |  | Cina                                          | Giappone                                      | Corea del Sud                                 |
| 1998     | Thailandia    |  | Cina                                          | Corea del Sud                                 | Giappone                                      |
| 2000     | Filippine     |  | Cina                                          | Giappone                                      | Corea del Sud                                 |
| 2002     | Vietnam       |  | Cina                                          | Thailandia                                    | Taipei cinese                                 |
| 2004     | Sri Lanka     |  | Cina                                          | Giappone                                      | Corea del Sud                                 |
| 2006     | Thailandia    |  | Cina                                          | Giappone                                      | Taipei cinese                                 |
| 2008     | Taipei cinese |  | Giappone                                      | Taipei cinese                                 | Cina                                          |
| 2010     | Vietnam       |  | Cina                                          | Corea del Sud                                 | Giappone                                      |
| 2012     | Taipei cinese |  | Cina                                          | Taipei cinese                                 | Giappone                                      |
| 2014     | Vietnam       |  | Cina                                          | Giappone                                      | Corea del Sud                                 |
| 2016     | Thailandia    |  | Cina                                          | Giappone                                      | Thailandia                                    |
| 2018     | Vietnam       |  | Giappone                                      | Cina                                          | Thailandia                                    |
| 2020     | Cina          |  | Cancellata a causa della pandemia di COVID-19 | Cancellata a causa della pandemia di COVID-19 | Cancellata a causa della pandemia di COVID-19 |
| 2022     | Kazakistan    |  | Giappone                                      | Cina                                          | Thailandia                                    |
| 2024     | Cina          |  |                                               |                                               |                                               |

## Medagliere
| Pos. | Squadra       | 1º posto | 2º posto | 3º posto | Totale |
| ---- | ------------- | -------- | -------- | -------- | ------ |
| 1    | Cina          | 12       | 5        | 2        | 19     |
| 2    | Giappone      | 7        | 8        | 3        | 18     |
| 3    | Corea del Sud | 1        | 4        | 8        | 13     |
| 4    | Taipei cinese | -        | 2        | 3        | 5      |
| 5    | Thailandia    | -        | 1        | 3        | 4      |
| 6    | India         | -        | -        | 1        | 1      |